# شارل دوبوي
شارل ألكسندر دوبوي (بالفرنسية Charles-Alexandre Dupuy) : سياسي فرنسي.
ولد دوبوي بتاريخ 5 تشرين الأول 1851، في (بوي أن فاليه). وتوفي في (إيل سور تيت [الفرنسية]) بتاريخ 23 تموز 1923.
شغل دوبوي منصب رئيس مجلس الوزراء الفرنسي خمس مرات خلال فترة الجمهورية الفرنسية الثالثة.